# Queijo da Beira Baixa

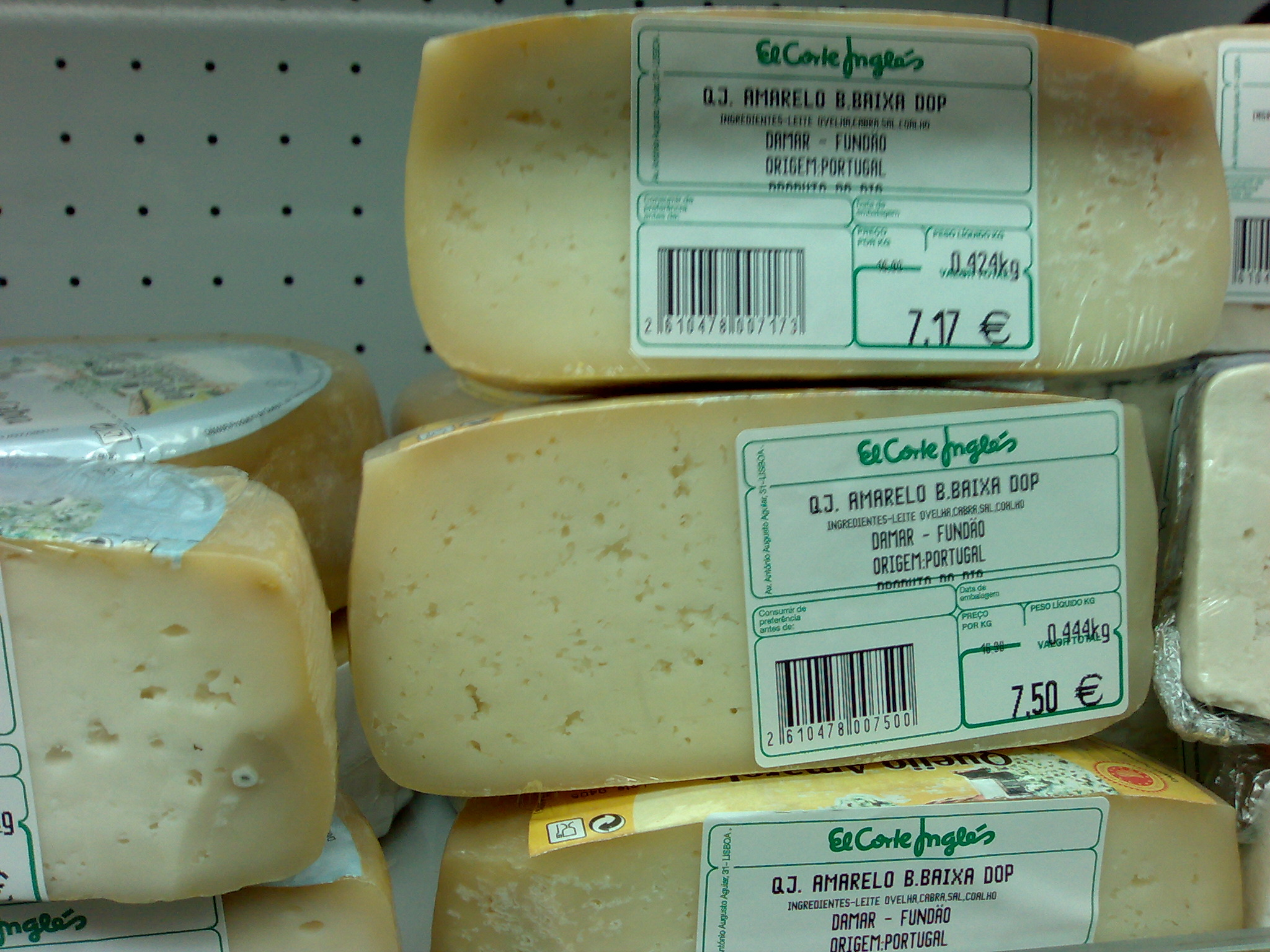
Quejo amarelo da Baira Baixa

Queijo da Beira Baixa ist ein portugiesischer aus Rohmilchkäse aus Schafs- und/oder Ziegenmilch mit geschützter Ursprungsbezeichnung. Er wird in den Sorten Amarelo, Castelo Branco und Picante vermarktet.

## Herkunft
Das Herkunftsgebiet umfasst die Kreise Castelo Branco, Fundão, Belmonte, Penamacor, Idanha-a-Nova, Vila Velha de Rodão, Proença-a-Nova, Vila de Rei, Sertã, Oleiros, Mação sowie einige Gemeinden des Kreises Covilhã.
Die Fütterung der Schafe und Ziegen erfolgt in Weidehaltung in der Region Beira Baixa. Hauptfutterpflanzen sind Arten wie Vulpia, Periballia, Stellatum lolium spp., Trifolium spp. und Ornithopus, Agrostis und Poa. In weniger fruchtbaren Regionen werden die Weideflächen durch Aussaat von Futterpflanzenarten wie Erdklee (Trifolium subterraneum) und Gelber Serradella (Ornithopus cumpressus) verbessert. Alle Futtermittel müssen aus dem Herkunftsgebiet stammen. Bei großer Knappheit kann das Futter durch konservierte Nahrungsmittel aus dem Herkunftsgebiet ergänzt werden. Sofern auch auff Futtermittel aus anderen Regionen zurückgegriffen werden muss darf deren Anteil 50 % der jährlich verfütterten Trockensubstanz nicht überschreiten.
Tierhaltung, Milcherzeugung und Käseherstellung einschließlich Reifung und Affinage erfolgen im Herkunftsgebiet.

## Herstellung
Für die Herstellung darf nur Rohmilch von Merinoschafen oder Schafen anderer, an die Region angepasster Rassen, sowie von Ziegen der Rasse Charnequeiro oder anderer, an die Region angepasster Rassen verwendet werden. Die Milch kann von einer einzigen Rasse stammen oder ein Gemisch mit unterschiedlichen Anteilen sein.
Die Reifungsdauer beträgt mindestens 40 Tage für die Sorten Amarelo und Castelo Branco und mindestens 120 Tage für die  Sorte Picante. Die Sorten Amarelo und Castelo Branco erhalten bei einer Reifungsdauer von mehr als 90 Tagen den Zusatz ‚Velho‘.

## Eigenschaften
Alle Sorten haben einen abgeflacht zylindrischen, regelmäßig geformten Laib.
Sorte Amarelo: Der Laib ist seitlich leicht ausgebaucht und hat klare Kanten. Er hat eine Höhe von 3 bis 4 cm und einen Durchmesser von 7 bis 10 cm bei einem Gewicht von 200 bis 500 g bzw. eine Höhe von 3 bis 5 cm und einen Durchmesser von 12 bis 16 cm bei einem Gewicht von 600 bis 1000 g. Die Rinde ist von halbharter Konsistenz, dabei fest und stabil und von gelber oder dunkelgelber Färbung. Der Teig ist halbhart oder halbweich, kompakt und von mittlerer Buttrigkeit. Er ist geschmeidig, mit einigen unregelmäßigen Löchern versehen und leicht gelblich und gleichmäßig gefärbt. Der Geschmack ist intensiv, rein und leicht säuerlich. Der Feuchtegehalt beträgt 54 bis 69 %, der Fettgehalt in der Trockenmasse 45 bis 60 %.
Sorte Amarelo ‚Velho‘: Der Laib ist seitlich ausgebaucht und hat klare Kanten; die Oberseite ist in der Regel konkav. Er hat eine  Höhe von 3 bis 5 cm und einen Durchmesser von 12 bis 16 cm bei einem Gewicht von 400 bis 900 g. Die Rinde ist von verformbarer bis harter Konsistenz, einigermaßen glatt bis runzlig, wohlgeformt und relativ gleichmäßig orange oder rötlich. Der Teig ist hart bis sehr hart, kompakt, leicht brüchig und trocken, mit einigen unregelmäßigen Löchern. Die dunkelgelbe bis orange Färbung wird zur Mitte hin dunkler. Er hat einen intensiven, nachhaltigen und reinen Geschmack, der kräftig sowie leicht scharf und salzig ist. Der Feuchtegehalt beträgt 49 bis 46 %, der Fettgehalt in der Trockenmasse 45 bis 60 %.
Sorte Castel Branco: Der Laib ist seitlich ausgebaucht und an der Oberfläche leicht gewölbt, ohne klare Kanten. Er hat eine Höhe von 4 bis 6 cm und einen Durchmesser zwischen 8 und 10 cm bei einem Gewicht von 350 bis 550 g. bzw. eine Höhe vov 5 bis 8 cm und einen Durchmesser zwischen 12 und 16 cm bei einem Gewicht von 800 bis 1300 g. Die Rinde ist von zunächst verformbarer, später harter Konsistenz, glatt und von hellgelber bis dunkelgelber Färbung. Der weiße bis gelbliche Teig ist halbhart oder halbweicher und kompakt. Er hat ein intensives Aroma und einen intensiven Geschmack, der bei langer Reifung leicht scharf werden kann. Der Feuchtegehalt beträgt 54 bis 69 %, der Fettgehalt in der Trockenmasse 45 bis 60 %.
Sorte Castelo Branco ‚Velho‘: Der Laib ist seitlich ausgebaucht und hat klare, gewölbte Kanten. Die Oberseite ist in der Regel konkav. Er hat eine Höhe von 4 bis 6 cm und einen Durchmesser von 8 bis 10 cm bei einem Gewicht von 350 bis 550 g bzw. eine Höhe von 5 bis 8 cm und einen Durchmesser von 12 bis 16 cm bei einem Gewicht von 800 bis 1300 g. Die Rinde ist von relativ verformbarer bis harter Konsistenz, einigermaßen glatt bis runzlig und von relativ gleichmäßig dunkelgelber bis bräunlich-oranger oder roter Färbung. Der Teig ist hart bis sehr hart, kompakt, leicht brüchig und trocken; dabei kompakt oder mit einigen Löchern. Die dunkelgelbe bis orange Färbung wird zur Mitte hin dunkler. Der Geschmack ist intensiv, nachhaltig und rein, relativ kräftig bis kräftig sowie leicht scharf und salzig. Der Feuchtegehalt beträgt 49 bis 56 %, der Fettgehalt in der Trockenmasse 45 bis 60 %.
Sorte Picante: Der Laib hat gerade Seiten und glatte, klare Kanten. Er hat eine Höhe von 3 bis 5 cm und einen Durchmesser von 10 bis 15 cm bei einem Gewicht von 400 bis 1000 g und besitzt keine Rinde. Der Teig ist von harter oder halbharter Konsistenz, ohne Löcher bzw. mit kleinen und unregelmäßigen Löchern. Er hat eine gebrochen weiße bis gräuliche Färbung. Der Geschmack ist lebhaft, charakteristisch und sehr scharf. Der Feuchtegehalt beträgt 49 bis 63 %, der Fettgehalt in der Trockenmasse 35 bis 60 %.

## Kennzeichnung und Handel
Queijo da Beira Baixa wird im Ganzen oder in Portionen vermarktet. Die Sorten Amarelo ‚Velho‘ und Castelo Branco ‚Velho‘ können auch in Olivenöl eingelegt oder mit einer Beschichtung aus einer Paprikapaste und Olivenöl vermarktet werden.
Der Käse muss mit der Angabe Queijo da Beira Baixa — Denominação de Origem Protegida oder Queijo da Beira Baixa DOP (g. U.) sowie der Angabe der Käsesorte Amarelo, Castelo Branco oder Picante versehen sein, ggf. mit dem Zusatz ‚Velho‘.